# Stoliczkia
Stoliczkia es un género de serpientes venenosas de la familia Xenodermatidae. Sus especies se distribuyen por Borneo y la India (Assam).

## Especies
Se reconocen las 2 especies siguientes:
- Stoliczkia borneensis Boulenger, 1899
- Stoliczkia khasiensis Jerdon, 1870